# Championnat du monde d'échecs 1921

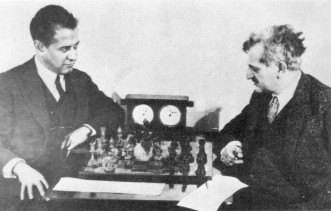
José Raúl Capablanca et Emanuel Lasker en 1925

Le championnat du monde d'échecs 1921 a vu s'affronter Emanuel Lasker et José Raúl Capablanca à La Havane du 18 mars au 28 avril 1921. 

## Contexte
En 1911, des négociations entre les deux joueurs en vue d'organiser un championnat du monde à La Havane échouent faute d'accord sur les conditions du match. En 1920, après les nombreux succès de Capablanca en tournoi, Lasker reconnaît la supériorité du Cubain  et lui abandonne le titre, mais Capablanca demande cependant que le titre fasse l'objet d'un match. Certains auteurs ne reconnaissent cependant pas l'abandon du titre et considèrent que Lasker était le tenant du titre lors de ce match. 

## Résultats
Le championnat est au meilleur de 24 parties. Le joueur à atteindre 12½ ou à remporter 8 victoires était déclaré champion. En cas d'ex æquo, Capablanca aurait conservé le titre. 
|                      | 1 | 2 | 3 | 4 | 5 | 6 | 7 | 8 | 9 | 10 | 11 | 12 | 13 | 14 | Victoires | Points |
| -------------------- | - | - | - | - | - | - | - | - | - | -- | -- | -- | -- | -- | --------- | ------ |
| José Raúl Capablanca | ½ | ½ | ½ | ½ | 1 | ½ | ½ | ½ | ½ | 1  | 1  | ½  | ½  | 1  | 4         | 9      |
| Emanuel Lasker       | ½ | ½ | ½ | ½ | 0 | ½ | ½ | ½ | ½ | 0  | 0  | ½  | ½  | 0  | 0         | 5      |
Lasker abandonne le match avant son terme.

## Parties remarquables
- Capablanca - Lasker, 5e partie, 1-0
- Lasker - Capablanca, 10e partie, 0-1
- Capablanca - Lasker, 11e partie 1-0